# کریستین فلیکس وایسه

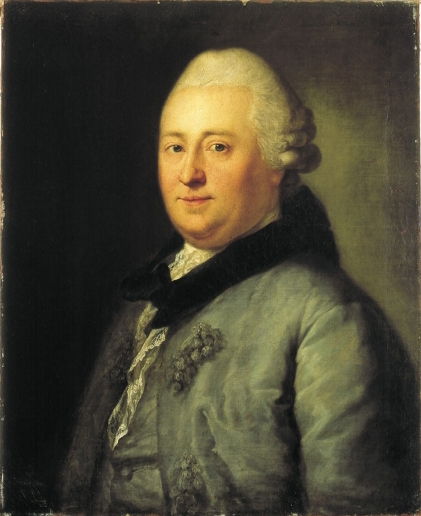
کریستین فلیکس وایسه (۱۷۶۹) اثر آنتون گراف

کریستین فلیکس وایسه (۱۸۰۴–۱۷۲۶) نویسنده و آموزگار آلمانی بود. وایسه یکی از نمایندگان برجسته روشنگری در آلمان بود و به عنوان بنیانگذار ادبیات کودک آلمان شناخته می‌شود.

## زندگی
وایسه در ۲۸ ژانویه ۱۷۲۶در آنابرگ در کوهستان اوره به عنوان پسر کریستین هاینریش وایسه و همسرش کریستین الیزابت به شکل دوقلو به دنیا آمد. پدرش رئیس مدرسه لاتین و معلم زبان‌های شرقی و اروپایی مدرن بود. وقتی وایسه یک ساله بود، خانواده به آلتنبورگ، تورینگن، در ۴۵کیلومتری جنوب لایپزیگ، جایی که او سپس در ژیمنازیوم شرکت کرد و اولین تلاش خود را برای نوشتن شعر انجام داد، نقل مکان کردند. . پدرش در سال ۱۷۳۰درگذشت.
خانواده او سپس به لایپزیگ نقل مکان کردند، جایی که او از سال ۱۷۴۵تا ۱۷۵۰در دانشگاه لایپزیگ به تحصیل در رشته فلسفه و الهیات پرداخت. در این مدت، او با کریستین فورشته گلرت، گوتولد افرایم لسینگ، فریدریکه کارولین نوبر، گوتلیب رابنر و اوالد کریستین فون کلایست آشنا شد.
وایسه پس از پایان تحصیلات خود معلم خصوصی کنت گایرسبرگ شد که او نیز در لایپزیگ دانشجو بود. فردریش نیکولای در سال ۱۷۵۹از وایسه خواست تا سردبیر مجله Bibliothek der schönen Wissenschaften (کتابخانه علوم زیبا) شود که نیکلای دو سال قبل آن را تأسیس کرده بود. وایسه این مجله و جانشین آن را تا سال ۱۷۸۸منتشر می‌کرد. در همان سال، ۱۷۵۹، وایسه به پاریس سفر کرد. در بازگشت، از سمت معلمی انصراف داد و همراه اجتماعی کنت شولنبرگ در قلعه کنت در بورگشایدونگن شد.
وایسه در سال ۱۷۶۲ مأمور مالیات منطقه در لایپزیگ شد و در سال بعد با کریستین پلاتنر، دختر جراح مشهور لایپزیک و خواهر ارنست پلاتنر ازدواج کرد. در سال ۱۷۹۰، حمایت کنت شولنبورگ به او اجازه داد تا قلعه اشتوتریتس (امروزه بخشی از لایپزیگ) را به دست آورد. او آنجا را به‌طور کامل دوباره طراحی کرد و یک باغ انگلیسی تأسیس کرد. این ملک از یک ملک به یک خانه تابستانی و باغ تبدیل شد که در آن سالن میهمانانی مانند کریستین گارو، کریستوف مارتین ویلند، موریتز آگوست فون تومل و ژان پل را حضور داشتند.

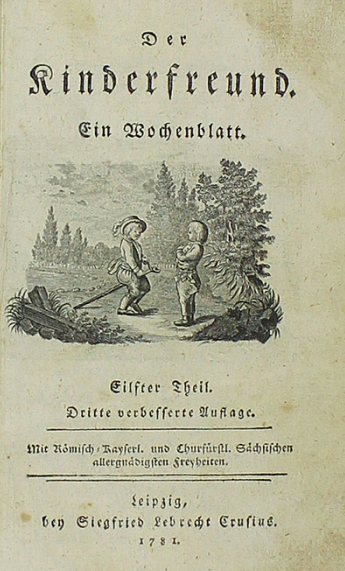
مجله کودکان Der Kinderfreund (قسمت ۱۱، ۱۷۸۱).

جدا از شعر و نمایشنامه‌هایش، وایسه با مجله‌اش Der Kinderfreund (دوست کودکان) که از سال ۱۷۷۵تا ۷۸۲در ۲۴جلد منتشر کرد، به موفقیت‌های بزرگی دست یافت. این مجله به عنوان اولین مجله برای کودکان در آلمان در نظر گرفته می‌شود. چهار تا از شعرهای او توسط ولفگانگ آمادئوس موتزارت ترانه شد. وایسه توسط نمایندگان ادبی جنبش جدید آن زمان، Sturm und Drang قدردانی نشد. ماندگارترین موفقیت او لیبرتوهای آهنگ Singspiele یوهان آدام هیلر بود.
وایسه در ۱۶ دسامبر ۱۸۰۴در اشتوتتریتز درگذشت. او در آلتر یوهانیسفریدهوف در لایپزیگ به خاک سپرده شده‌است. از او همسرش به یادگار ماند که در سال ۱۸۱۳درگذشت. یکی از فرزندان برجسته این ازدواج مورخ و حقوقدان کریستین ارنست وایسه بود.

## آثار
لیبرتوها
تقریباً تمام آثار یوهان آدام هیلر با لیبرتوهای وایسه تنظیم شده‌است، به ویژه:
- زنان متحول شده (۱۷۶۶)
- لوتی در دادگاه (۱۷۶۷)
- شکار، (۱۷۷۰)

آثار دیگر آهنگسازان عبارتند از:
- آرایشگر دهکده، موسیقی (۱۷۷۱) توسط کریستین گوتلوب نیفی و یوهان آدام هیلر
- رومئو و جولیه اثر گئورگ بندا بر اساس ترجمه وایسه از رمان رومئو و ژولیت شکسپیر ساخته شده‌است.

کمدی‌ها
- Die Freundschaft auf der Probe (۱۷۶۸) (دوستی در آزمون)
- مجموعه در ۳ جلد (۱۷۸۳)

تراژدی‌ها

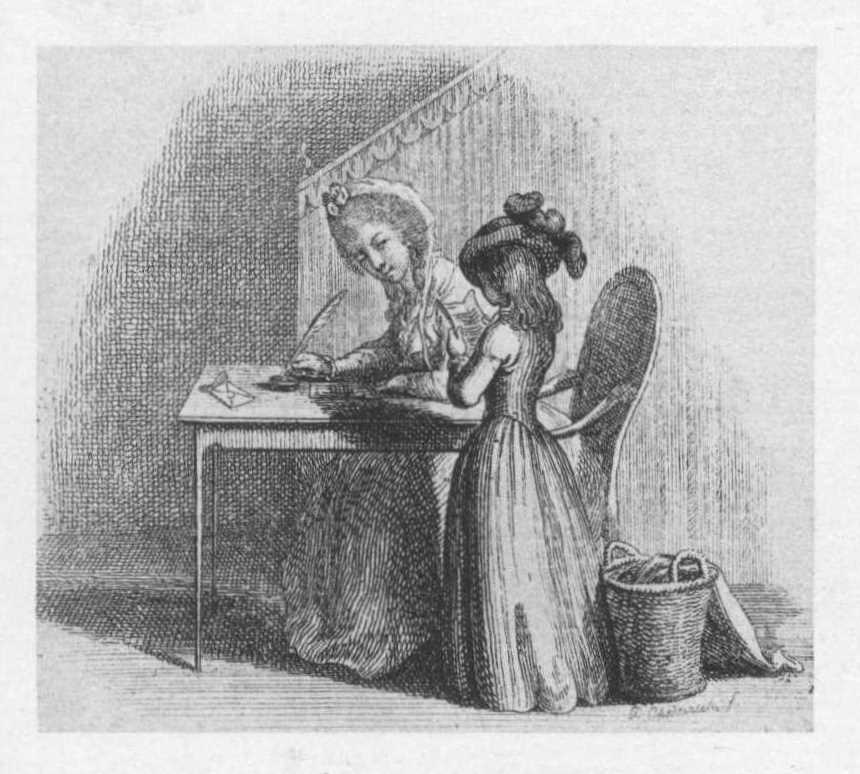
عنوان ۱۷۸۴به نامه نگاری خانواده دوست دوران کودکی، نوشته دانیل چودویکی

- Die Befreyung von Theben (۱۷۶۴) (آزادی تبس)
- مجموعه در ۵ جلد (۱۷۸۰–۱۷۷۶)

کتاب‌های کودکان و غیرتخیلی
- تئاتر Beytrag zum deutschen (5 جلد، ۱۷۵۹–۱۷۶۸) (کمک به تئاتر آلمان)
- Kleine Lieder für Kinder (1766) (آهنگ‌های کوچک برای کودکان)
- Neues ABC-Buch (1772) (کتاب الفبای جدید)
- Der Kinderfreund (24 جلد، ۱۷۷۵–۱۷۸۲) (دوست کودکان)
- Briefwechsel der Familie des Kinderfreundes (12 جلد، ۱۷۸۴–۱۷۹۲) (نامه‌هایی از خانواده دوست کودکان)
- Achthundert neue noch nie gedruckte Räthsel (1791) (هشتصد معمای هرگز چاپ نشده)
- کریستین فلیکس وایسن سلبستبیوگرافی (۱۸۰۶) (زندگی‌نامه)